# Saint-Léger-sur-Vouzance
Saint-Léger-sur-Vouzance – miejscowość i gmina we Francji, w regionie Owernia-Rodan-Alpy, w departamencie Allier.

## Demografia
Według danych na rok 1990 gminę zamieszkiwało 350 osób, a gęstość zaludnienia wynosiła 19 osób/km². W styczniu 2015 r. Saint-Léger-sur-Vouzance zamieszkiwały 272 osoby, przy gęstości zaludnienia wynoszącej 14,8 osób/km².